# آب‌سنگ حلقوی کوئوپ
کوئوپ یا نِئُچ نام یک آب‌سنگ حلقوی در در ایالت چوک، ایالات فدرال میکرونزی است. با مساحت ۰٫۵ کیلومتر مربع (۰٫۱۹ مایل مربع) کسی در آن زندگی نمی‌کند. مدیریت این آبخوست بر عهده شهرداری اومان است.

## جغرافیا
درازای آب‌سنگ حلقوی کوئوپ ۲۱٫۵ کیلومتر (۱۳٫۴ مایل) و بیشینه پهنای آن ۸ کیلومتر (۵٫۰ مایل) است و تنها در ۳ کیلومتر (۱٫۹ مایل) جنوب تالاب چوک قرار دارد.

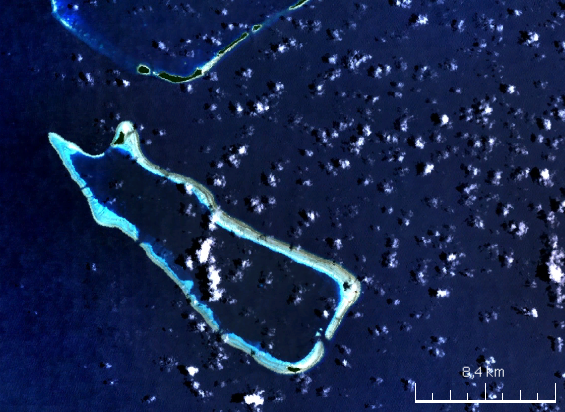
آب‌سنگ حلقوی کوئوپ از دید ماهواره اداره کل ملی هوانوردی و فضا (ناسا)

## آبخوست‌ها
دو آبخوست و دو آبخوست کوچک در این آب‌سنگ حلقوی وجود دارند که مجموع مساحت خشکی آنها ۰٫۵ کیلومتر مربع (۰٫۱۹ مایل مربع) است. آبخوست گیوری (با نام دیگر فِنِپی) بزرگ‌ترین آبخوست است که در شمالی‌ترین بخش آب‌سنگ حلقوی کوئوپ قرار دارد.

## تاریخچه
در هنگام جنگ جهانی دوم در زمان عملیات هیلستن در ۴ فوریه ۱۹۴۴ کشتی جنگی "تاچیکازه" نیروی دریایی امپراتوری ژاپن در اطراف آب‌سنگ حلقوی کوئوپ کناره گرفته بود که بعداً غرق شد.